# Parietaria debilis
Parietaria debilis és una espècie de planta herbàcia anual de 7 a 40 cm d'alt que és planta nativa d'Austràlia i Nova Zelanda.

## Taxonomia
Aquesta espècie va ser descrita el 1786 per Georg Forster. Ha estat moguda a altres gèneres Urtica per Stephan Endlicher el 1833, i a Freirea per Alexander Viktorovich Jarmolenko el 1941—però cap d'aquests desplaçaments ha estat acceptat.

## Hàbitat
Creix en terrenys ben drenats especialment en sòls calcaris.